# ジム・クラーク (編集技師)
ジム・クラーク（Jim Clark, 1931年5月24日 - 2016年2月25日）は、イギリスの編集技師である。
1984年の『キリング・フィールド』でアカデミー編集賞と英国アカデミー賞編集賞を受賞する。また1986年の『ミッション』でも英国アカデミー賞編集賞を受賞する。2005年にはアメリカ映画編集者協会より生涯功労賞が贈られた。

## 私生活
1961年に同じく編集技師のローレンス・メリー＝クラークと結婚し、子供を3人もうけた。
2011年に自伝『Dream Repairman: Adventures in Film Editing』が出版された。

## 主なフィルモグラフィ
- 回転 The Innocents (1961)（ジェームズ・クラーク名義）
- シャレード Charade (1963)（ジェームズ・クラーク名義）
- ダーリング Darling (1965)（ジェームズ・クラーク名義）
- 戦う幌馬車 The War Wagon (1967)
- マッドハウス Madhouse (1974)
- 新シャーロック・ホームズ おかしな弟の大冒険 The Adventure of Sherlock Holmes' Smarter Brother (1975)
- イナゴの日 The Day of the Locust (1975)
- マラソンマン Marathon Man (1976)
- アガサ 愛の失踪事件 Agatha (1979)
- ヤンクス Yanks (1979)
- ゲイ人大尉と兵隊ヤクシャ Privates on Parade (1983)
- キリング・フィールド The Killing Fields (1986)
- ミッション The Mission (1986)
- メンフィス・ベル Memphis Belle (1990)
- ミーティング・ヴィーナス Meeting Venus (1991)
- ボーイズ・ライフ This Boy's Life (1993)
- ネル Nell (1994)
- グッドマン・イン・アフリカ A Good Man in Africa (1994)
- コピーキャット Copycat (1995)
- マイ・ルーム Marvin's Room (1996)
- ジャッカル The Jackal (1997)
- 007 ワールド・イズ・ノット・イナフ The World Is Not Enough (1999)
- オネーギンの恋文 Onegin (1999)
- キス★キス★バン★バン Kiss Kiss (Bang Bang) (2000)
- 容疑者 City by the Sea (2002)
- ヴェラ・ドレイク Vera Drake (2004)
- ポビーとディンガン Opal Dream (2006)
- ハッピー・ゴー・ラッキー Happy-Go-Lucky (2008)